# Jean-François Bertrand
Pour les articles homonymes, voir Bertrand.
Jean-François Bertrand, né le 22 juin 1946 à Cowansville, est un homme politique canadien, actif au Québec.

## Biographie
Né en Estrie, Jean-François Bertrand a fait son cours classique au Séminaire de Saint-Jean, où il a été président de l'Association générale des étudiants, vice-président aux affaires extérieures pour la Fédération des associations générales des étudiants des collèges classiques du Québec, et président régional de l'Union générale des étudiants du Québec. Il est diplômé en sciences politiques de l'Université Laval (1969) et en sciences de l'information de l'Institut français de presse (1972). Alors qu'il étudiait à Paris, il a été membre du comité de gestion de la Maison des étudiants canadiens. Il a également été correspondant à Paris pour des médias québécois.
De retour au Québec en 1972, il a été professeur à l'Université Laval jusqu'en 1977 ainsi que directeur général de l'Institut québécois d'opinion publique.
Il est le fils de Jean-Jacques Bertrand, ancien premier ministre du Québec, et de Gabrielle Bertrand, députée fédérale pour le Parti progressiste-conservateur du Canada.

### Carrière politique
En 1974, Jean-François Bertrand est devenu membre de l'exécutif national du Parti québécois. Lors des élections générales de 1976, il est élu député de Vanier, une circonscription de la ville et de la proche banlieue de Québec, défaisant le libéral Fernand Dufour. Après avoir été leader parlementaire adjoint du gouvernement de 1978 à 1981, il entre au Conseil de ministres comme ministre des Communications en avril 1981. Il conserve son poste tout au long du deuxième mandat du gouvernement Lévesque et dans l'éphémère gouvernement Johnson, jusqu'en décembre 1985. À cette date, il est défait aux élections générales par le libéral Jean-Guy Lemieux. Il a aussi été leader parlementaire du gouvernement de février 1982 à mars 1984 et leader parlementaire adjoint de mars 1984 à octobre 1985.
En 1995, il est conseiller politique au cabinet de Lucien Bouchard, alors chef du Bloc québécois et chef de l'Opposition officielle à la Chambre des communes.
Jean-François Bertrand a tenté deux retours à des fonctions électives. En 1989, il a voulu succéder à Jean Pelletier comme maire de Québec, mais a été battu par Jean-Paul L'Allier. Puis, en 1995, il est candidat du Bloc québécois dans une élection partielle dans la circonscription fédérale de Brome-Missisquoi et il est défait par une faible marge par le libéral Denis Paradis.

### Après la politique
Jean-François Bertrand poursuit sa carrière dans le domaine des communications. À partir de 1986 il a enseigné à l'Université Laval et à l'École nationale d'administration publique à Trois-Rivières. De 1986 à 1989 il a aussi animé une émission radiophonique à la station CHRC de Québec. En 1993 il est devenu vice-président, développement, au groupe BDDS Communicateurs-conseils, un cabinet-conseil en relations publiques.
Vers 2002, il admet avoir connu de graves problèmes d'alcoolisme et de toxicomanie depuis 20 ans, et raconte cette période de sa vie dans le livre Je suis un bum de bonne famille, paru en 2003.

## Publications
- Jean-François Bertrand, Je suis un bum de bonne famille, Montréal, Les Éditions de l'Homme, 2003, 224 p. (ISBN 978-2-7619-1822-0, présentation en ligne)